# Alla tiders faster
Alla tiders faster är en bok skriven av Mia Carlstedt, och utgiven 1985.

## Handling
Skolorna i en stad har sportlov. 8-årige Petter är hemma. Kompisarna är bortresata, men eftersom Petters föräldrar driver en blomsteraffär måste de sköta den.
Petters föräldrar tycker synd om honom, och ringer och ordnar med Natalia, Petters pappas faster som Petter aldrig träffat tidigare.
Petter åker tåg till staden där Natalia bor, och hamnar bredvid en pratsam tant. Efter två timmars tågresa kommer han fram, och träffar Natalia. Tillsammans går de upp till Natalias lägenhet.
Petter tycker först det är långtråkigt, men skojar med tanterna som hälsar på Natalia genom plast-spindlar. När Natalia sedan plötsligt snubblar hamnar hon i tårtan, och börjar skratta. Plötsligt tröttnar hon på "sura tanter", och tillsammans med Petter går de ut på gatan och köper en korv. Tillsammans åker de sedan skridskor och pulka.
Några veckor senare flyttar Natalia till en lägenhet i samma stad som Petter, och Natalia hittar på mycket kul, till exempel maskerader då de klär ut sig i hennes gamla hattar och klänningar. Snart känner alla barn i kvarteret Natalia.

### Fotnoter
1. ↑  ”Alla tiders faster” (på engelska). Worldcat. 16 mars 1985. https://www.worldcat.org/title/alla-tiders-faster/oclc/479363418&referer=brief_results. Läst 12 november 2015.